# ديردري إنجلش
ديردري إنجلش (بالإنجليزية: Deirdre English)‏ هي صحفية أمريكية، ولدت في 1948.